# 도미야시
도미야시(일본어: 富谷市)는 일본 미야기현 중부에 있는 시이다. 원래는 구로카와군의 정인 도미야정이었다가, 2016년 10월 10일에 시로 승격하였다. 센다이시 북쪽에 위치해 센다이시의 베드타운 기능을 한다.

## 지리
남쪽으로 센다이시, 동남쪽으로 리후정, 이외 동쪽·북쪽·서쪽으로 다이와정에 둘러싸여 있다. 센다이와의 경계는 구 미야기군과 구로카와군을 나누는 분수령으로 정내를 흐르는 하천은 모두 북쪽으로 흘러 다이와정의 요시다강으로 흘러든다. 정내는 마쓰시마 구릉과 복수의 요시다강 지류가 만들어 내는 하천가의 곡저평야로 구성된다. 에도 시대부터 중심부는 오슈 가도와 니시카와강(요시다강의 지류)이 교차하는 장소에 있는 도미야주쿠이며 북부에 있다. 정사무소는 도미야주쿠 주변에서 몇 번이나 이전을 했다.
센다이의 주택 지역으로 구릉지의 택지 개발이 진행되어 인구가 증가했다. 특히 1992년 센다이시 지하철 난보쿠선 이즈미추오역 개업과 버스 터미널 설치, 1994년 쇼겐 터널 개통으로 센다이 도심부까지의 소요 시간이 큰 폭으로 단축되었다. 지가가 저렴하고 환경이 좋아 인기 있는 교외 주택지로 개발이 크게 진행되었다.

## 역사
에도 시대에는 오슈 가도의 역참으로 번창했다.
- 1889년 4월 1일 - 도미야촌이 성립하였다.
- 1963년 4월 1일 - 정으로 승격해 도미야정이 되었다.
- 2016년 10월 10일 - 시로 승격해 도미야시가 되었다.

## 교통

### 도로
- 국도 4호선

## 인구
| 연도 | 인구   | ±%      |
| ---- | ------ | ------- |
| 1970 | 4,912  | —       |
| 1980 | 13,930 | +183.6% |
| 1990 | 24,611 | +76.7%  |
| 2000 | 35,909 | +45.9%  |
| 2010 | 47,042 | +31.0%  |